# Rifugio Selleries
Il rifugio Selleries è un rifugio situato nel comune di Roure (TO), in val Chisone, nelle Alpi Cozie, a  2.035 m s.l.m..

## Storia
Il rifugio è piuttosto antico: la prima parte della costruzione risale addirittura a metà '800, ed in una cartolina di inizio '900 è già indicato come rifugio CAI. All'epoca la proprietà dello stabile era comunque privata: i proprietari erano persone del luogo, che possedevano anche i terreni circostanti.
La costruzione fu modificata ed espansa più volte: una prima volta nel 1922, ed una seconda negli anni sessanta del secolo scorso, fino a giungere alla configurazione odierna.
Nel 1996 il rifugio è stato chiuso. Nel 2001 la struttura è stata acquisita dalla Regione Piemonte , che dal 2003 ha provveduto alla sua ristrutturazione.
L'inaugurazione ufficiale della nuova struttura si è avuta il 18 giugno 2006.

## Caratteristiche e informazioni
Si trova in val Chisone all'interno del parco naturale Orsiera - Rocciavrè, in una conca a 2030 metri di quota.
Aperto tutto l'anno, offre servizio ristorante, bar ed alberghetto. È dotato di 40 posti letto, in parte in camerette indipendenti. L'intera struttura è predisposta per l'accesso dei disabili.

## Accessi
Nel periodo estivo si può raggiungere il rifugio in auto salendo la val Chisone fino a  Depot (frazione di Fenestrelle). Di qui si sale a Pracatinat lungo la strada che conduce al colle delle Finestre e da  Pracatinat il rifugio è raggiungibile percorrendo circa 5 km di strada sterrata. In alternativa, oppure nel periodo invernale, si può salire per sentiero partendo dalla frazione Villaretto Superiore di Roure Chisone.

## Ascensioni

### Principali cime montuose e valloni

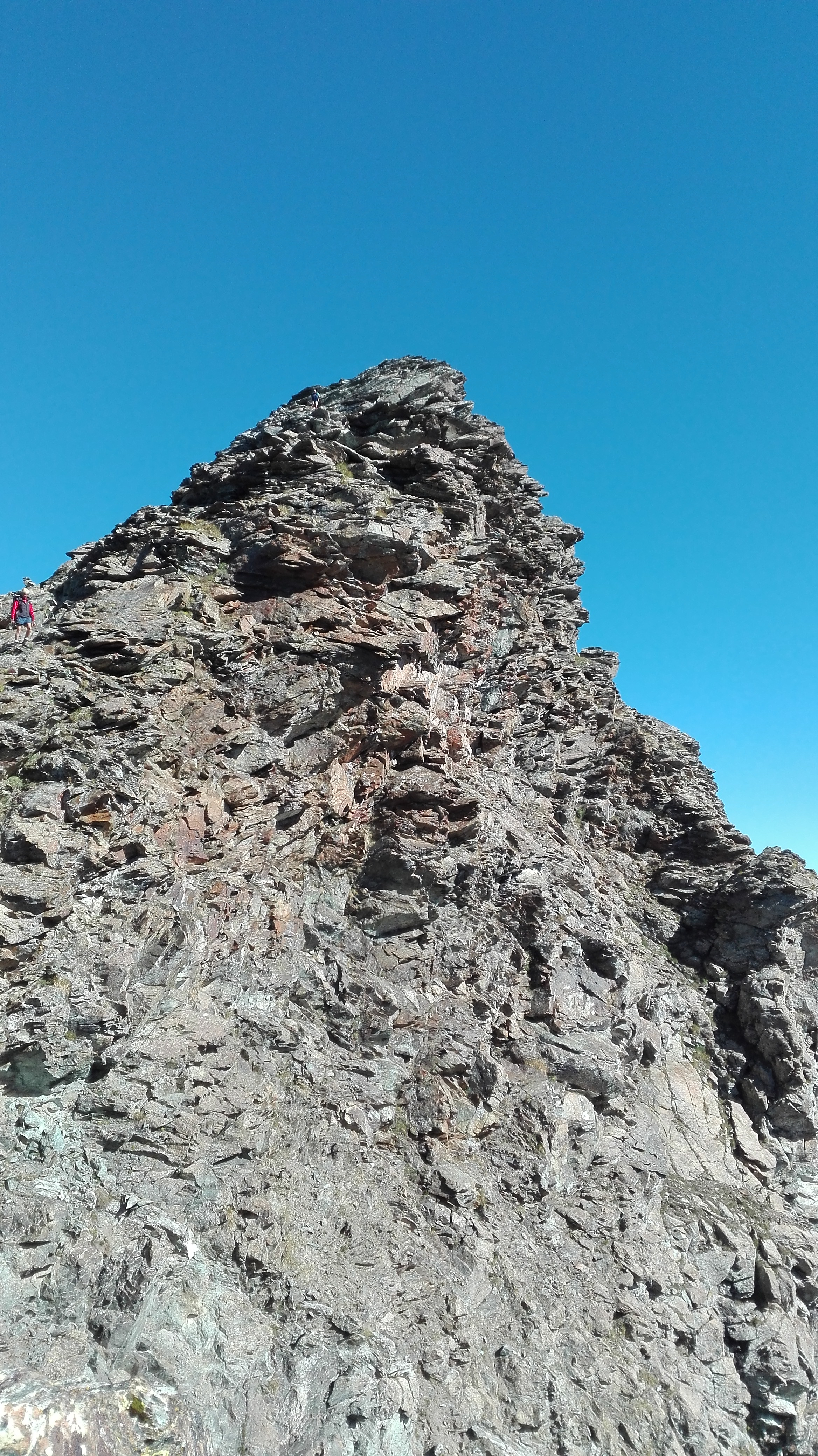
La Cima Nord dell'Orsiera vista dal Colletto dell'Orsiera.

- Punta Cristalliera 2802 m,
- Monte Orsiera Nord 2886 m,
- Monte Orsiera Sud 2878 m,
- Punta della Gavia 2808 m,
- Punta Rocca Nera 2852 m,
- Punta Malanotte 2735 m,
- Punta Pian Paris 2742 m,[1]
- Saret del Campo 2072 m,
- Grand Saret 1572 m,
- Valletta Lunga  (Bussoleno),
- Piano Grande  (Bussoleno),
- Pian dei Sion  (Bussoleno),
- Vallone di Cassafrera.

### Laghi

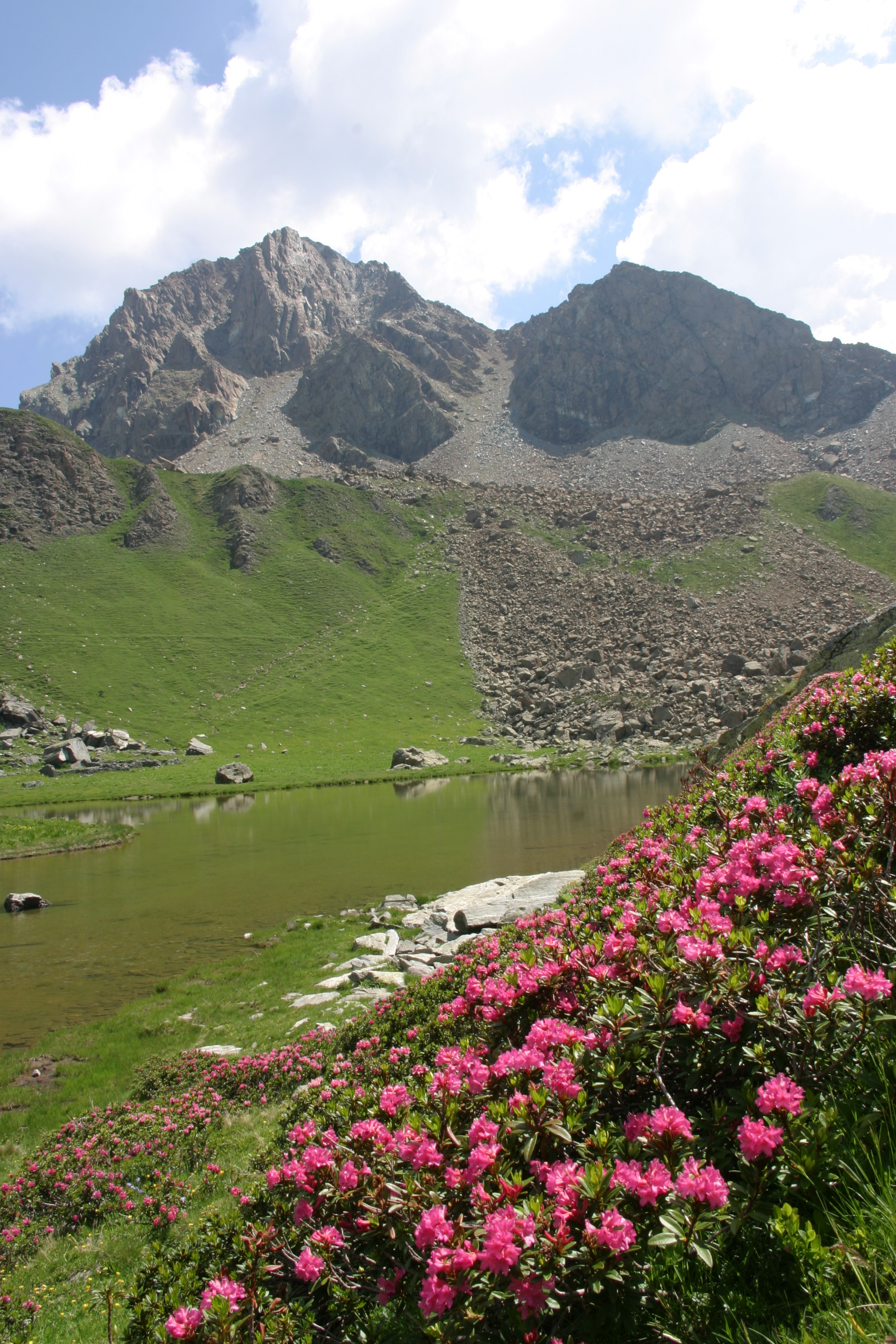
Cristalliera e lago Laus

- Lago Ciardonnet 2552 m,
- Lago Jouglard 2365-23792 m,
- Lago la Gavia  25302 m,
- Lago del Vallette 23002 m,
- Lago Malanotte.

## Traversate
- Giro dell'Orsiera: percorso escursionistico in 5 tappe quotidiane, di cui il rifugio costituisce un punto d'appoggio, unitamente agli altri rifugi del Parco: rifugio Toesca, rifugio Amprimo, rifugio Valgravio, rifugio Balma. Il giro è fattibile anche d'inverno, con sci o ciaspole.[2]

## Sci
Il Monte Orsiera è una tipica meta sci-alpinistica, e l'intera zona offre notevoli opportunità per gli amanti di questa disciplina. Inoltre, sono possibili molte escursioni con le ciaspole.

## Altre attività
A poca distanza dal rifugio è stata attrezzata una palestra di roccia per i praticanti dell'arrampicata.